# Khaled Hussein
Khaled Hussein Mohamed al Tarhouni (ur. 24 lutego 1977 w Bengazi) – piłkarz libijski grający na pozycji pomocnika.

## Kariera klubowa
Karierę piłkarską Hussein rozpoczął w klubie Al-Nasr Bengazi. W jego barwach zadebiutował w 1996 roku w pierwszej lidze libijskiej. W 1997 roku osiągnął pierwszy sukces w karierze, gdy z Al-Nassr zdobył Puchar Libii. W 2003 roku ponownie sięgnął po krajowy puchar. W 2013 zakończył karierę.

## Kariera reprezentacyjna
W reprezentacji Libii Hussein zadebiutował w 1999 roku. W 2006 roku był w kadrze Libii na Puchar Narodów Afryki 2006. Jako rezerwowy rozegrał tam jedno spotkanie, z Wybrzeżem Kości Słoniowej (1:2).